# Consent (Roman)
Consent (jap. コンセント, Konsento) ist ein Roman von Randy Taguchi. Er erschien im Japanischen erstmals 2000 im Verlag Gentosha und bildet mit Antenna (2000) und Mosaic (2001) eine lose Trilogie. Die englische Übersetzung von Glynne Walley erschien unter dem Titel Outlet 2003 bei Vertical, Inc. und die italienische Version (Presa elettrica), übersetzt von Gianluca Coci, bei Fazi Editore.

## Inhalt
Nach einer durchzechten Nacht und einem Intermezzo mit ihren Kollegen Kimura erfährt die 29-jährige Yuki Asakura, eine freischaffende Finanzautorin, dass ihr enigmatischer und von ihr entfremdeter Bruder Taka tot in seiner neu angemieteten Wohnung unter mysteriösen Umständen umgekommen ist. Sie begibt sich auf Bitten der Familie zurück in ihre  Heimat und versucht, zwischen Verantwortung und Trauer die wahren Beweggründe des Toten herauszufinden. Doch je mehr sie sich bemüht, zu verstehen, desto merkwürdiger werden die Ereignisse, fast so, als würde sie paranormale Fähigkeiten entwickeln: Sie bekommt Visionen und kann den Tod an anderen Menschen riechen. Als die ehemalige Psychologiestudentin bemerkt, dass sie alleine nicht mehr mit den Geschehnissen fertig wird, kontaktiert sie ihren Exfreund und Ex-Professor Kunisada, der zu einer wöchentlichen Gesprächstherapie mit Traumanalyse rät. Zur selben Zeit begegnet sie auch ihren ehemaligen Mitschülern Ritsuko und Yamagashi wieder, mit denen sie sich über ihre neu gewonnenen Erfahrungen austauscht. Trotz jeder Hilfe verstärken sich die Illusionen und sie sucht eine sexuelle Begegnung nach der anderen auf, damit sie das Gefühl und die Verbindung zur Realität nicht verliert. Als sich ihre Voraussagen bewahrheiten, kollabiert sie. Zwischen Wahn und Wirklichkeit beginnt sie fortan, ihr wahres „Selbst“ zu entdecken.

## Interpretation und Kommentar
Im Nachwort von Midnight Call erwähnte Taguchi den alten Brauch, dass der Stein in Japan zu früheren Zeiten ein Symbol der Liebe war. Als Liebesschwur haben sich Paare statt Briefe zu schreiben Steine geschenkt. Sie ist der Meinung, dass jeder erst seinen eigenen, richtigen Stein finden muss, bevor man es verschenken kann. Ihrer Interpretation nach schreibt sie Geschichten über Frauen auf der Suche nach ihren eigenen Steinen, ihrer wahren Identität.
Liebe kommt hier in verschiedenen Formen vor, u. a. sexuell (Kunisada), romantisch (Kimura), freundschaftlich (Ritsuko), Geschwisterliebe (Taka), Verbundenheit (Yamagashi), sowie spirituell und vor allem zu sich selbst.
Der Fokus liegt hierbei auf Yukis Wandel zu ihrem wahren Selbst und ihr verändertes Bewusstsein. Sie identifiziert sich selbst als „Stecker“ und als Neo-Schamanin, die durch sexuelle Stimulation metaphysische Energie (äußert sich in „Vibrationen und Partikeln“) gewinnen kann und damit ihre „Heilkraft“ nutzen kann.
Taguchi sagte selbst einmal in einem Interview, dass die Protagonistin keine Heilung, sondern eine Stimulation (shigeki) sucht.

## Kritik
Der Roman wurde stark von Tsukasa Yoshida kritisiert, da die Kindheit beziehungsweise das bisherige Leben der Autorin emblematisch für den Roman sei.
Ryu Murakami lobte Outlet als einen der besten Romane seit einer Dekade.

## Film
2002 wurde der Film Consent unter der Regie von Shun Nakahara mit der Hauptdarstellerin Miwako Ichikawa als Yuki Asakura verfilmt.